# (17373) 1981 EQ3
A (17373) 1981 EQ3 a Naprendszer kisbolygóövében található aszteroida. Schelte J. Bus fedezte fel 1981. március 2-án.